# Pascale Bélony
Pascale Bélony, née le 30 mars 1994 à Cap-Haïtien, est une mannequin haïtienne, elle a été nommée au concours Miss Univers Haïti 2021 et a représenté Haïti au concours Miss Univers 2021 à Eilat, Israël. Auparavant, elle avait été couronnée Miss Supranational Haïti en 2021,.

## Vie et éducation
Bélony est né le 30 mars 1994 et a grandi au Cap-Haïtien. Elle étudie à l'Université de Floride où elle a obtenu son baccalauréat en éducation à la santé et en soins infirmiers. Elle est une défenseure de la santé des femmes et de la santé holistique.
Elle est l'un des membres fondateurs de l'association à but non lucratif P4H Global, qui se consacre à l'éradication de la pauvreté en Haïti par l'éducation.

## Concours de beauté
Le 18 juillet 2019, Bélony affrontait 12 autres candidates pour Miss Haïti 2019 à Pétion-Ville, Haïti. Elle s'est classée 2e dauphine et derrière la gagnante Gabriela Vallejo. En mars 2021, elle a été nommée au concours Miss Supranational Haïti 2021 et a représenté Haïti au concours Miss Supranational 2021 en Pologne le 21 août 2021, où elle a terminé dans le Top 24 et a remporté le titre de Miss Supranational Caraïbes 2021. Le 24 août 2021, Bélony a été désignée au concours Miss Univers Haïti 2021. A l'issue de l'épreuve, elle succède à la sortante Eden Berandoive. En tant que Miss Univers Haïti, Bélony a représenté Haïti au concours Miss Univers 2021 à Eilat, en Israël,.